# La grande avventura (serie televisiva)
La grande avventura (The Great Adventure) è una serie televisiva statunitense in 26 episodi trasmessi per la prima volta nel corso di una sola stagione dal 1963 al 1964.
È una serie televisiva di tipo antologico in cui ogni episodio rappresenta una storia a sé. Gli episodi sono storie di genere drammatico e storico, perlopiù incentrati sulla vita di famosi statunitensi e importanti eventi storici nella storia statunitense, e vengono presentati da Van Heflin.

## Guest star
Tra le guest star: Claude Akins, Whit Bissell, Lloyd Bridges, Howard Caine, Carroll O'Connor, Michael Constantine, Jackie Cooper, Joseph Cotton, Robert Culp, Robert Cummings, Ossie Davis, Ruby Dee, John Dehner, Ivan Dixon, Andrew Duggan, Bernard Fox, Peter Graves, Ron Howard, Russell Johnson, Victor Jory, Jack Klugman, James MacArthur, Lee Marvin, Peggy McCay, Ricardo Montalbán, Denver Pyle, Wayne Rogers, Marion Ross, Rip Torn, Jack Warden, H. M. Wynant.

## Produzione
La serie fu prodotta da Columbia Broadcasting System.

## Distribuzione
La serie fu trasmessa negli Stati Uniti dal 27 settembre 1963 al 1º maggio 1964 sulla rete televisiva CBS. In Italia è stata trasmessa con il titolo La grande avventura.

## Episodi
| Stagione       | Episodi | Prima TV USA |
| -------------- | ------- | ------------ |
| Prima stagione | 26      | 1963-1964    |